# Tirslund Sogn
Tirslund Sogn er et sogn i Tønder Provsti (Ribe Stift).
Tirslund Sogn hørte til Nørre Rangstrup Herred i Haderslev Amt. Tirslund sognekommune gik inden kommunalreformen i 1970 ind i Toftlund Kommune, som ved selve reformen blev kernen i Nørre-Rangstrup Kommune. Den indgik ved strukturreformen i 2007 i Tønder Kommune.
I Tirslund Sogn ligger Tirslund Kirke. Sognet hørte indtil 2007 til Tørninglen Provsti, men kirken har ikke det karakteristiske Tørninglen-spir, der er rejst over 4 trekantgavle.
I sognet findes følgende autoriserede stednavne:
- Bjorholmsminde (stor landbrugsejendom)
- Kirkebjerg (stor landbrugsejendom)
- Gøttrup (bebyggelse, ejerlav)
- Kilen (bebyggelse)
- Lille Åbøl (bebyggelse)
- Tirslund (bebyggelse, ejerlav)
- Vestermark (bebyggelse)
- Østermark (bebyggelse)
- Åbøl (bebyggelse, ejerlav)

## Navnet
Tirslund og Tirslund Sogn hed tidligere Tislund og Tislund Sogn (uden r, og altså med forstavelsen Tis- i stedet for Tirs-). Forstavelsen Tis- / Tirs- kommer fra Tyr, den nordiske krigsgud.

## Afstemningsresultat
Folkeafstemningen ved Genforeningen i 1920 gav i Tirslund Sogn 339 stemmer for Danmark, 10 for Tyskland. Af vælgerne var 79 tilrejst fra Danmark, 12 fra Tyskland. 